# Jeranuhi Karakašjan
Jeranuhi Karakašjan (armensko Երանուհի Գարագաշյան), etnična armenska igralka, * 1848, Uskudar, Osmansko cesarstvo, † 1924, Tiflis, Gruzija.
Jeranuhi Karakašjan se je rodila leta 1848 v Üsküdarju, okrožju Konstantinopla (Istanbul), ki leži na azijski strani Bosporja. Bila je starejša sestra igralke in sopranistke Verkine Karakašjan (1856–1933). Obiskovala je lokalno osnovno šolo. Njena prva gledališka predstava je bila leta 1864 v orientalskem gledališču (Şark Tiyatrosu), ko je igrala v predstavi Tiridat Veliki. Nato je bila sprejeta v gledališko skupino Gullu Agop. Kmalu zatem je postala glavna igralka v skoraj vseh ženskih vlogah.
Slava ji je prinesla potovanje na Kavkaz, kjer je igrala v igrah, kot sta Pepo Gabriela Sundukjana in Mercedes v Grofu Monte Cristo. Poročila se je z Aleksandrom Argoutiantzem in se naselila v Tiflisu, kjer je umrla leta 1924.